# Elephantulus revoili
Elephantulus revoili е вид слонска земеровка ендемична за Сомалия.

## Разпространение и местообитания
Видът е разпространен в северната част на Сомалия, основно на територията на непризнатата Сомалиленд. Представителите обитават полупустинни местности.